# Fort du Roule
Le fort du Roule est un ensemble de fortifications françaises et allemandes construit au XIXe et XXe siècles sur la montagne du Roule, à Cherbourg-en-Cotentin.
Les premières fortifications sont construites en 1793, afin de protéger la rade de Cherbourg d'éventuelles attaques anglaises. Le fort actuel, au sommet de la montagne, a été bâti entre 1853 et 1857 sous Napoléon III. En 1928, la Marine nationale y aménage de vastes tunnels pour y stocker du matériel. Lors de la Seconde Guerre mondiale, l'organisation Todt y perce plusieurs tunnels et y installe des casemates pour pièces d'artillerie ainsi qu'un poste de tir. L'ensemble est repris à l'occupant par l'armée américaine le 26 juin 1944.
Après la guerre, la Marine nationale reprend possession des lieux et y installe son poste de commandement de la première région maritime jusqu'en 1988 où une partie des lieux devient un centre des transmissions de la Marine. L'École des applications militaires de l'énergie atomique utilise une partie des installations. Les fortifications au sommet de la montagne hébergent désormais le musée de la Libération de Cherbourg, et les tunnels débouchant sur les postes de tir allemands ont été un temps ouverts au public.

## Localisation
Le fort du Roule est situé dans le département de la Manche, dans la commune de Cherbourg-en-Cotentin. Il se situe sur la montagne du Roule, au sud du port de Cherbourg, dominant celui-ci de ses 117 m d'altitude.

## Histoire

### Occupation et premières fortifications
Si des traces d'occupation romaine ont été retrouvées sur la montagne au XVIIIe siècle, il faut attendre le XVIIe siècle pour y trouver une occupation connue du site. En 1650, un ermitage, Notre-Dame-de-Protection, est fondé au sommet de la montagne par Étienne Duquesne. Celui-ci perdurera jusqu'en 1792.
Une première redoute est construite à partir de 1793 à l'ouest de l'ermitage.

### Construction du fort
Le fort actuel est bâti en 1853.

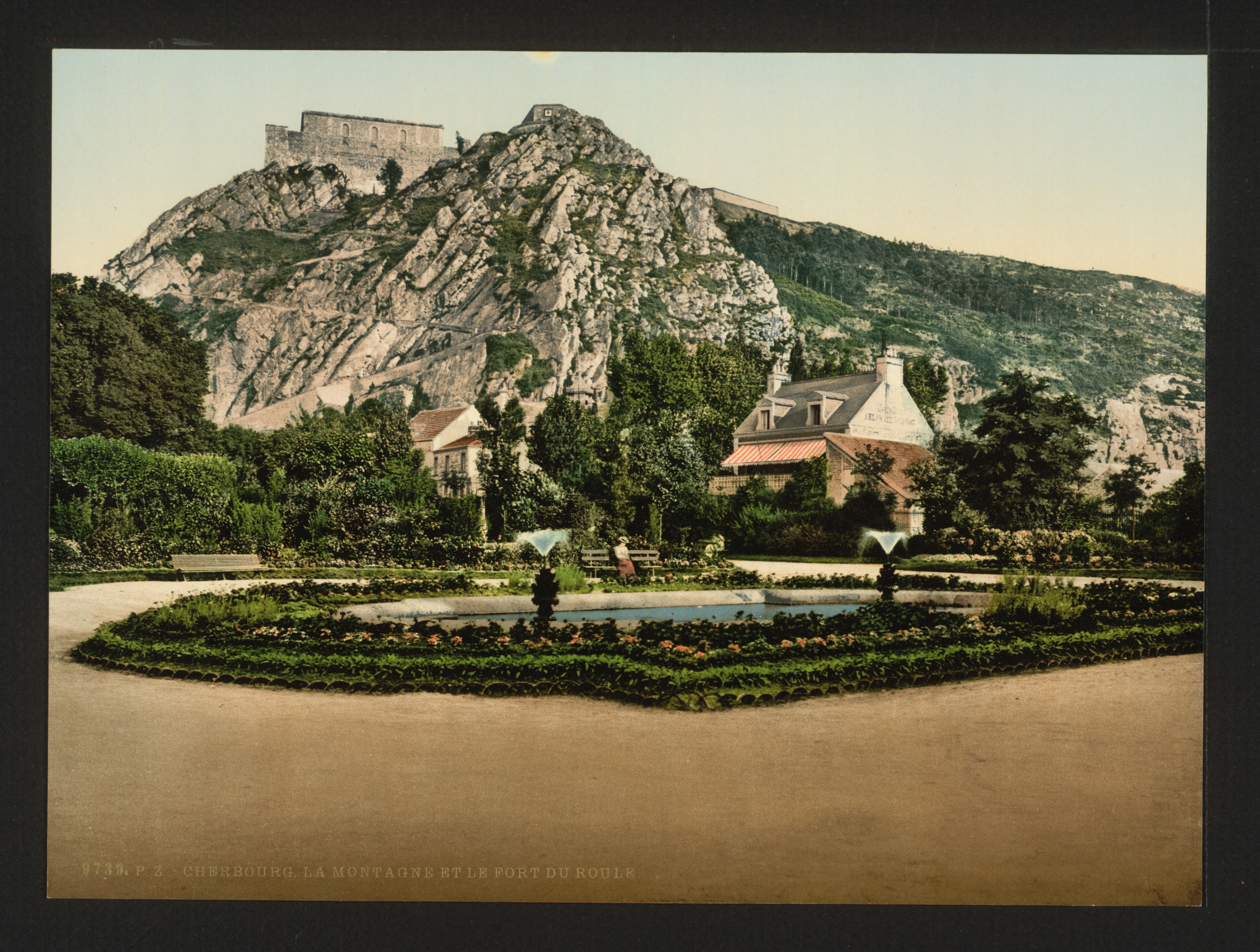
La montagne et le fort du Roule vers 1890-1905 vus depuis le jardin public.
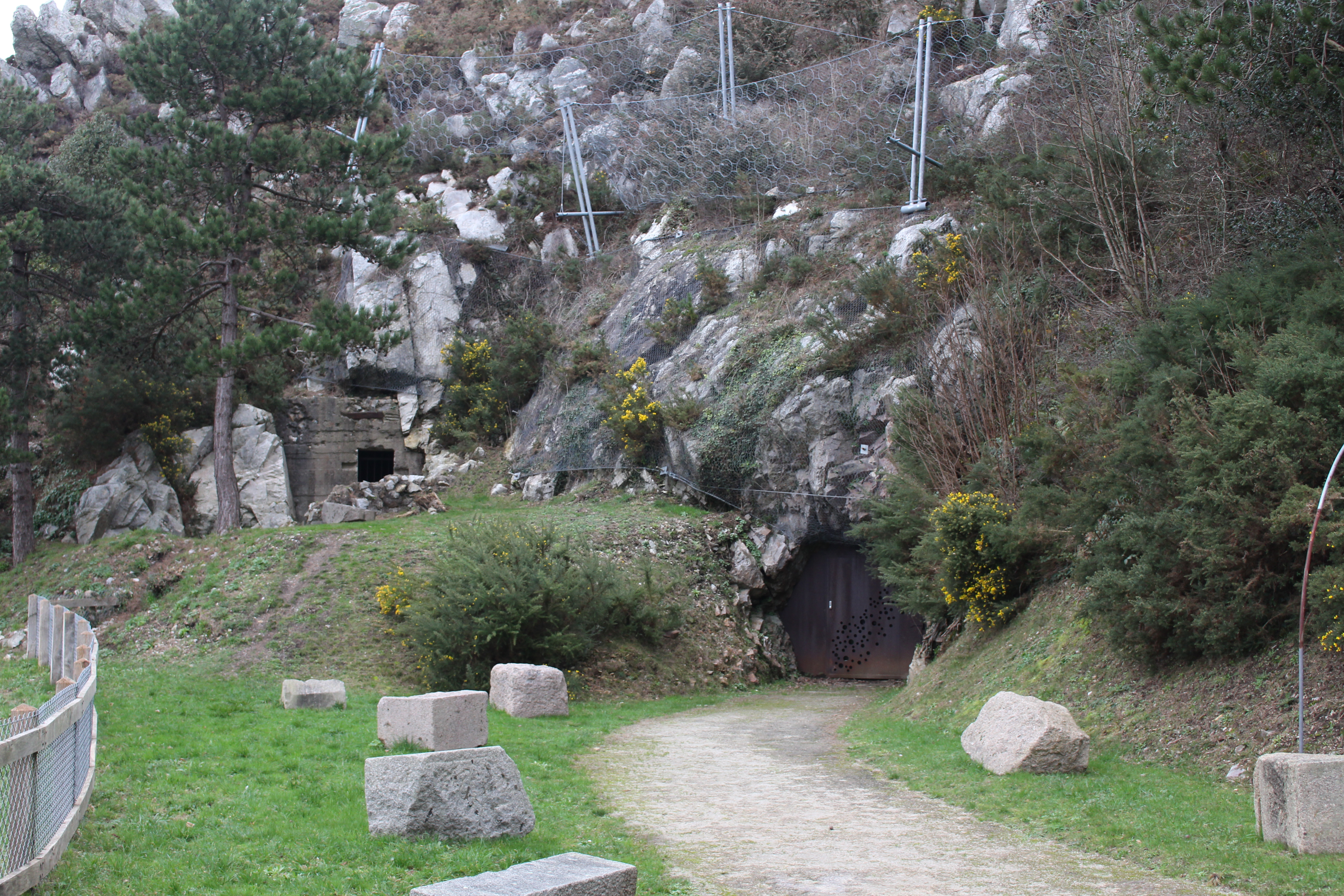
Entrée de la galerie souterraine.
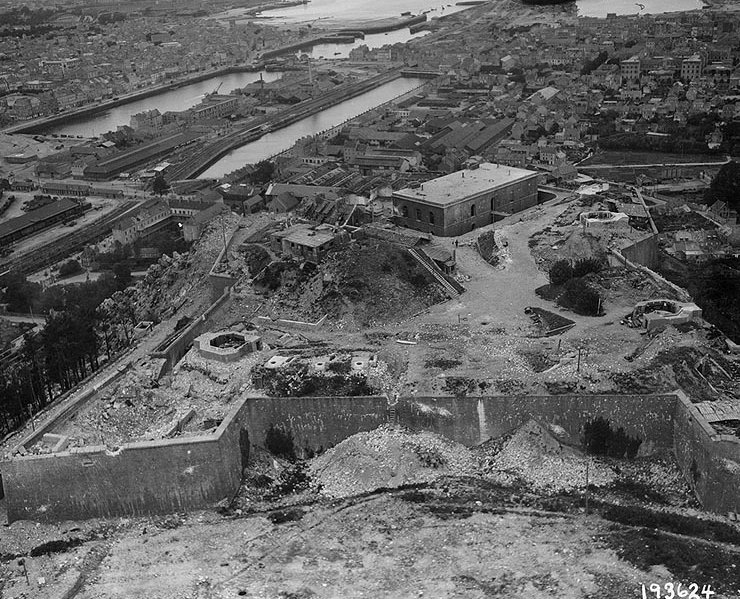
Vue aérienne du fort du Roule en 1944, après la bataille.

### Seconde Guerre mondiale
En 1940, le fort est capturé en 24 h par les Allemands. Ils transforment le lieu en camp retranché et creusent des galeries souterraines à l'aide de prisonniers. Ces galeries constitue la Batterie du Roule, d'une longueur totale de 750 m, et a pour but de défendre la rade de Cherbourg. 
En janvier 1944, il ne faudra cependant que deux jours aux Américains pour reprendre le contrôle du lieu et faire capituler la garnison allemande,. 

### Depuis la guerre
Dès 1954, le fort est converti en Musée de la Libération et est un des premiers musées traitant de la Seconde Guerre mondiale.

## Protection aux monuments historiques
La batterie d'artillerie allemande, avec ses galeries souterraines, est classée au titre des monuments historiques par arrêté du 23 février 1995.